# Archilestris magnificus
Archilestris magnificus là một loài ruồi trong họ Asilidae. Archilestris magnificus được Walker miêu tả năm 1854.